# Бєльовська фортеця
Більовська фортеця (десята фортеця) — фортеця, закладенна 11 серпняу 1731 році за зразковим проектом фортець Української лінії. Десята фортеця Української оборонної лінії. Розташована в центрі міста Берестин, Харківської області.
Більовська фортеця мала вигляд квадрата сторона якого дорівнювала 100 метрам, по кутах фортеці були збудовані бастіони. З південної сторони фортеці, відразу за ровом, розташовувався передовий редут. У середині фортеці побудовані казарми, цейхгауз, пороховий льох, скарбниця, криниця. Період збудування підземних ходів не встановлено.

## Історія

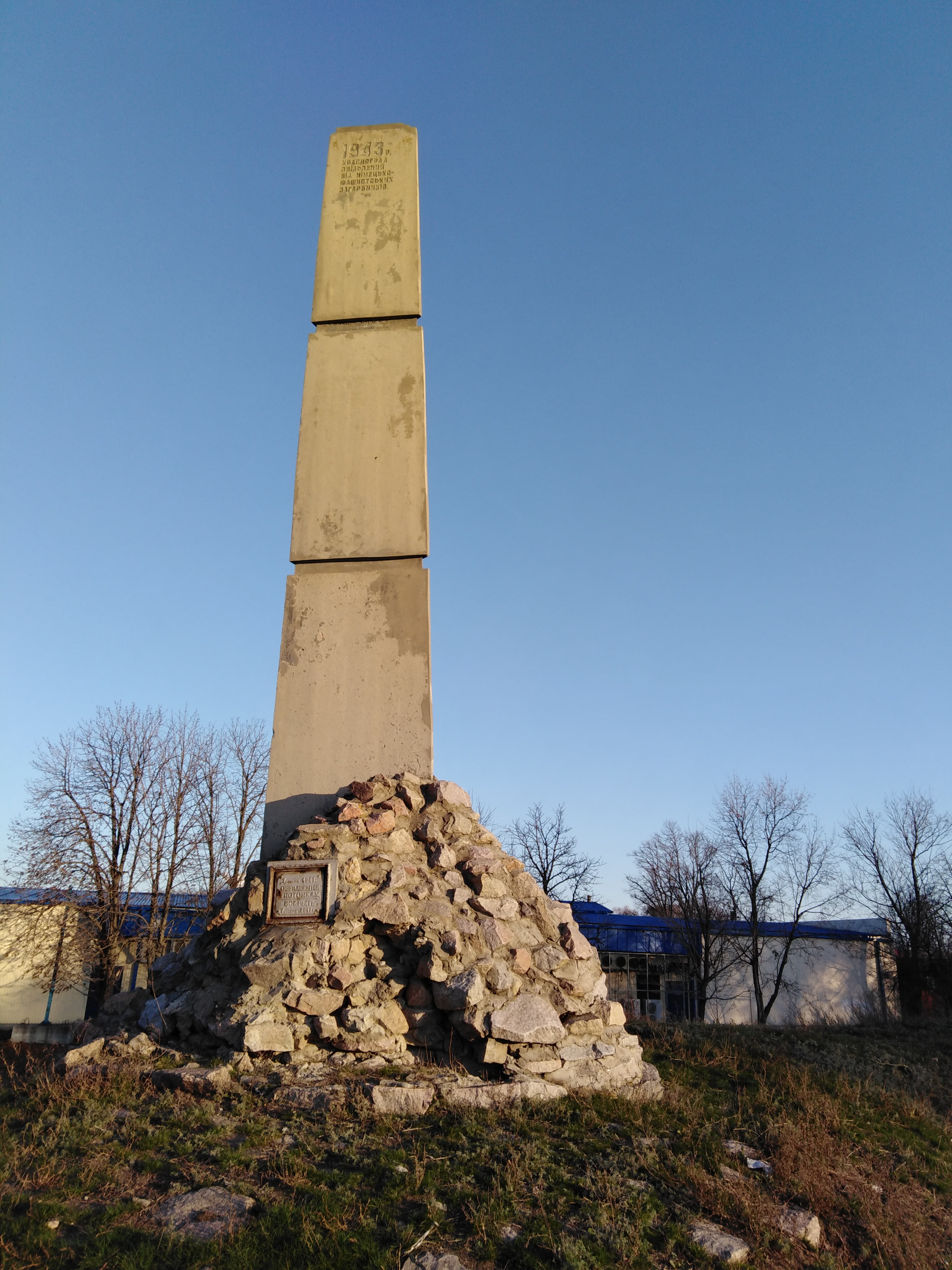
Пам'ятна стела, де зберігалась капсула часу, встановлена на валі фортеці у 1967 році.

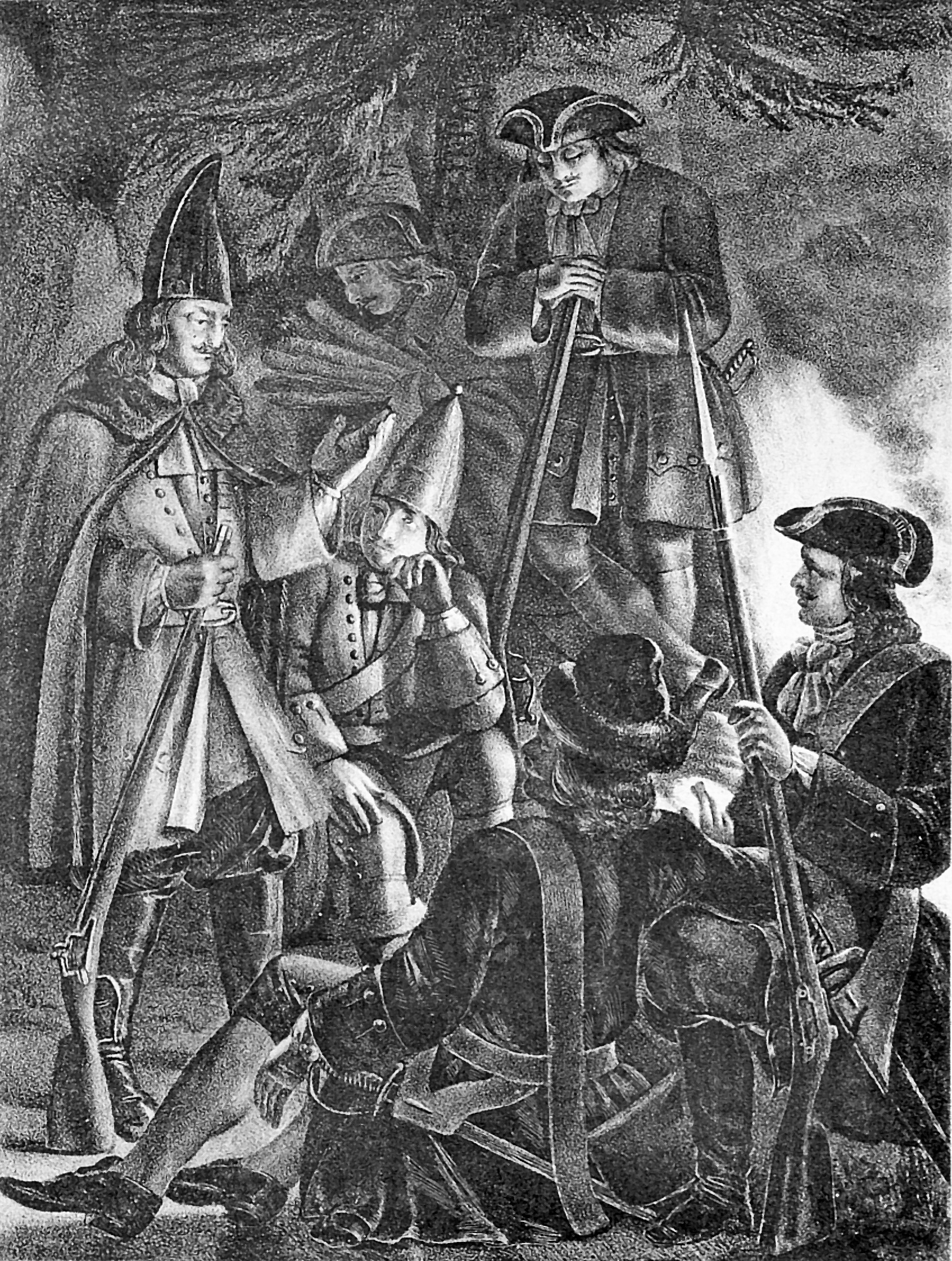
Українська ландміліція в 1713—1736 роках

| | \| ... У тому 1731 році, 23 червня, під час перебуванні Генерала Графа Богемського, фон-Вейзбаха, при молебному співі і гарматній стрілянині, закладена перша фортеця на річці Берестовий, вище гирла річки Берестовеньці по системі Вобана ... ... Імператриця Анна Іванівна вказала новозакладену першу фортецю іменувати фортецею святого Іоанна, в ім'я блаженної пам'яті Великого Государя Царя і Великого Князя Іоанна Олексійовича ... \| Оригінальний текст (рос.) …В том 1731 году, 23 июня, при бытности Генерала Графа Богемского, фон-Вейзбаха, при молебном пении и пушечной пальбе, заложена первая крепость на реке Берестовой, выше устья речки Берестовеньки по системе Вобана……Императрица Анна Иоанновна указала новозаложенную первую крепость именовать крепостью святого Иоанна, во имя блаженныя памяти Великого Государя Царя и Великого Князя Иоанна Алексеевича… |
| ... У тому 1731 році, 23 червня, під час перебуванні Генерала Графа Богемського, фон-Вейзбаха, при молебному співі і гарматній стрілянині, закладена перша фортеця на річці Берестовий, вище гирла річки Берестовеньці по системі Вобана ... ... Імператриця Анна Іванівна вказала новозакладену першу фортецю іменувати фортецею святого Іоанна, в ім'я блаженної пам'яті Великого Государя Царя і Великого Князя Іоанна Олексійовича ... | |

Десята фортеця Української оборонної лінії, закладена 11 серпня 1731 року генералом Таракановим, стала першою спорудою майбутнього міста. Закінчено будівництво фортеці було 20 жовтня 1733 року. Захищав фортецю 2-й батальйон Більовського полка одного з 20 ландміліційних полків, який був сформований у місті Бєльові Тульської губернії Білгородським військовим столом. Від назви міста Більова отримав назву полк, а фортеця неформально стала називатися Більовською (1-й батальйон полку розміщувався в фортеці Святого Іоанна).
На схід від фортеці поселилися родини солдатів (ландміліціонерів) та офіцерів. Так виникла близько фортеці Солдатська слобідка. Ландміліціонери охороняли Більовську фортецю і прилеглі до неї ділянки лінії, брали участь у походах російської армії, періодично брали участь у військових навчаннях. За службу вони звільнялися від повинностей, одержували землю і невеличку плату, у вільні години займалися землеробством. Населення слобідки збільшувалося за рахунок підпомічників, яких уряд відрядив по одному до кожного ландміліціонера. Підпомічник зобов'язаний був допомагати ландміліціонеру в польових роботах і взагалі в обзаведенні господарством.
Після закінчення російсько-турецької війни 1735—1739 років спостерігається посилене заселення Української лінії і розвиток землеробства. Зменшення небезпеки татарських нападів призвело до припливу добровільних поселенців, які заселяли вільні землі. Вони не вливалися до складу ландміліційних полків і займалися виключно землеробством. У середині XVIII століття на південь від Української лінії стали з'являтися українські поселення, засновані здебільшого лівобережними поселенцями.
З 1736 по 1764 рік у Більовській фортеці розташовувалася канцелярія Українського ландміліційного корпусу, Ландміліційна комісія і Генеральний ландміліційний суд.
Під захистом фортеці селилися купці і ремісники. Вони побудували квартал на захід від центру селища. Під крамниці відводили кімнати житлових будинків, двері яких виходили на вулицю. Між фортецею і заселеними кварталами побудована перша кузня, яка обслуговувала мешканців містечка та приїжджих купців. На схід від Більовської фортеці було посаджено 33 десятини і 1000 квадратних сажень саду. Це був так званий Казенний сад. Посадили його і доглядали за ним ландміліціонери. В цьому саду були побудовані шовкові «заводи». Такий «завод» мав вигляд довгого сараю, в якому стояли столи, а на столах розставлені скриньки з шовкопрядом.

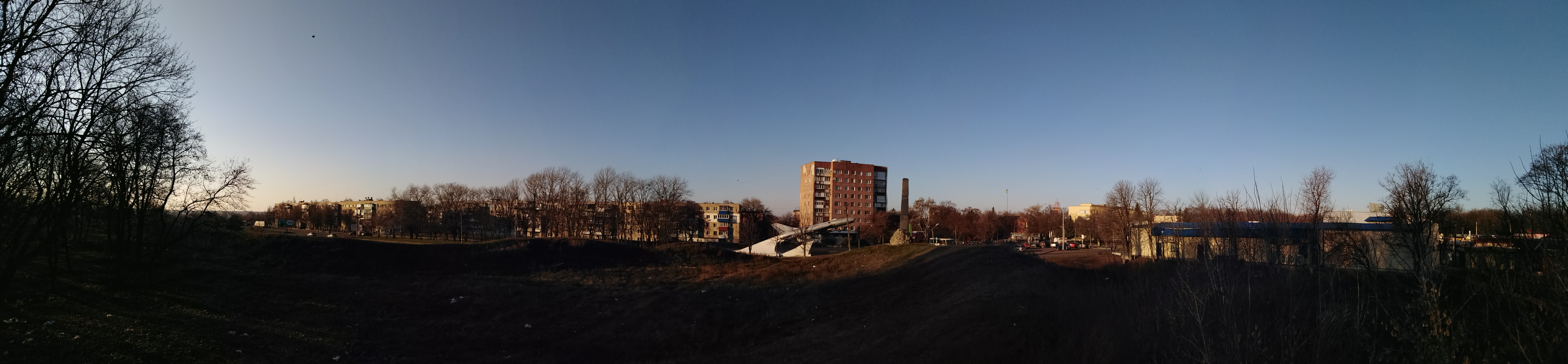
Панорама з валу фортеці.

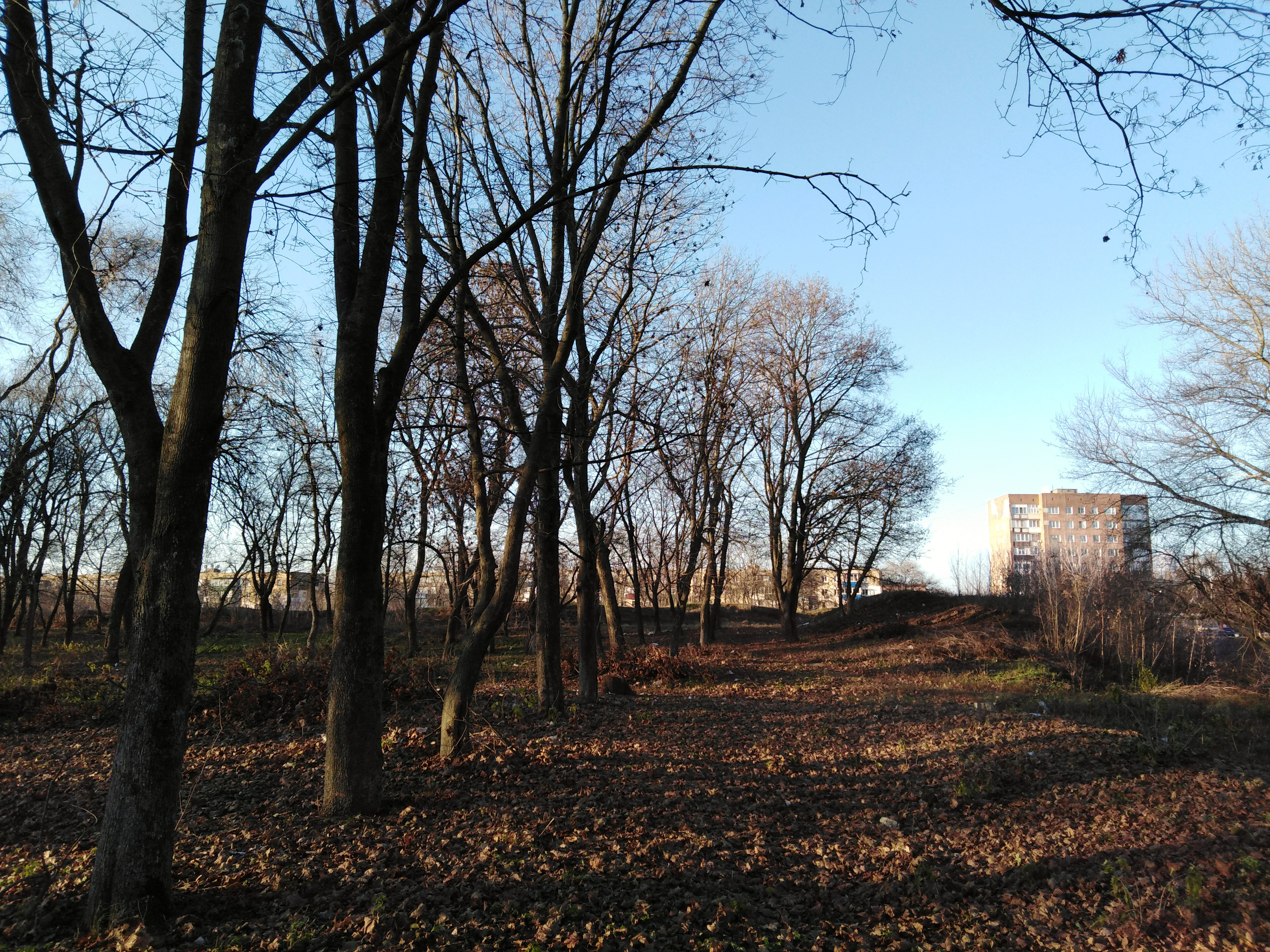
Гай на подвір'ї фортеці.

Російський уряд робив спробу впровадити на Слобожанщині шовківництво. У 1757 році Сенат Російської імперії видав указ, в якому пояснювалося, що в імперії зростає попит на шовкові, парчеві вироби, між тим шовк в країні майже не виробляється, його доводилося задорого ввозити з Персії. Сенат наказував місцевій владі повідомити селянам «Української лінії», щоб вони саджали тутові дерева, розводили шовкопряда і добували шовк.
Шовководам з купців було обіцяно звільнення від служби та стягнення мита за продаж шовку протягом 10 років. Вони повинні були продавати шовк російською шовковим мануфактурам. Всім бажаючим зайнятися шовківництвом пропонувалося відвідати Більовську фортецю і ознайомитися з практикою розведення шовковиці.
У 1745 році в містечку при Більовській фортеці організовуються перші ярмарки, будуються за рахунок скарбниці спеціальні приміщення під крамниці. У другій половині XVIII сторіччя жителі міста поділялися на ремісників, міщан, купців. Поступово виділяється заможна частина, з якої формувалися органи місцевої влади. На чолі адміністративної влади в містечку стояв комендант, влада якого поширювалася на всі сторони життя. Багата верхівка міста з кожним роком посилювала експлуатацію, захоплювала і привласнювала громадські землі. Так, наприклад, купець Григорій Сколий присвоїв урочище Хомутовку і побудував там в 1776 році перший в містечку цегельний завод. З цього часу заможні люди стали будувати будинки з цегли. Одним з перших цегляних будинків був будинок Генералітету Української лінії. Купець Бочаров присвоїв 30 десятин міської землі і теж збудував цегельний завод. Багач Хрипунов захопив по річці Берестовій ділянку міського лісу. За нею і зараз збереглася назва «Хрипунів ліс». Цьому потурали Канцелярія Української лінії і комендант міста, тому що і самі від того мали вигоду.
З поселенням ландміліційних полків на Українській лінії пов'язане виникнення сіл Піщанка та Берестовенька: перше неподалік від Бєльовської фортеці, друге біля фортеці «Святого Іоанна». Залишки Іванівської фортеці добре збереглися до наших днів. Важким і безпросвітним було життя людей у цих селах. Крім роботи в полі та відбування різних повинностей, люди нічого не бачили. Лише в 1752 році на Українській лінії, в тому числі і в Бєльовській фортеці, були відкриті початкові школи для дітей ландміліціонерів, в яких, крім читання, письма та арифметики, викладалося «інженерне мистецтво» та артилерійська наука. Дітей солдатів готували до військової служби.
Царський уряд щедро роздавав родючі землі російським дворянам, іноземцям, які були на військовій службі і при царському дворі, українській козацькій старшині.
У другій половині XVIII століття виникає ряд сіл за Українською лінією: Циглерівка, Березівка, Попівка, Наталине та інші.
У 1764 році Катеринославська провінційна канцелярія, яка перебувала при Більовській фортеці, відвела вільні землі підполковнику Курського полку німцеві фон Циглеру і полковнику Донецького пікінерського полку, вихідцю з кримських татар Алімову. Нарізані цим офіцерам землі були розташовані на південь від Української лінії. Нових землевласників зобов'язали заснувати села на 48 садиб кожне і заселити їх вільними людьми. Село, в якому була розміщена садиба фон Циглера, було названо Циглерівкою, друге село Березівкою. За переказами, Алімов виграв Циглерівку в карти і передав її у спадок своєму синові. Дочка Алімова стала дружиною офіцера Я. О. Ламберта (брати Моріц, Карл і Яків Ламберти — французькі дворяни, у період французької революції 1789—1794 року емігрували до Російської імперії і надійшли до військової служби в імперську армію).
Стратегічне значення Українська лінія втратила під час російсько-турецької війни 1768-74 років, коли в зв'язку з переміщенням державних кордонів Російської імперії на Південь була побудована для оборони України Дніпровська лінія, яка пройшла від гирла річки Московки до нижньої течії річки Берди. Бєльовська фортеця з цього часу перетворюється в пересильний пункт і місце утримання селян, які виступали проти феодальної експлуатації. На плані міста 1782 року позначені в'язниця і церква.
Після російсько-турецької війни (1768-74 років) в 1775 році була створена Азовська губернія. До неї входило 12 повітів, територія яких простягалася аж до Азовського моря. Головне управління губернії знаходилося в Більовській фортеці. Губернатору генералу В. О. Черткову російський уряд виділив в особисте володіння 3 тисячі десятин землі на лівому березі річки Берестової. Засноване ним поселення на честь його дружини названо Наталине. Ця ж назва перейшла і на повіт. У жовтні 1778 року Управління Азовської губернії переведені в місто Катеринослав, а Бєльовська фортеця стала повітовим центром Азовської губернії. Указами від 30 березня 1783 року та 22 січня 1784 року з Азовської та Новоросійської губерній створено Катеринославське намісництво, до якого увійшов і Наталинський повіт.
За півстоліття (1731—1784 роки) навколо Бєльовської фортеці виросло містечко, в якому проживало 617 людей, було 130 будинків, 3 кузні, близько 20 магазинів, кілька шинків, щороку проводилися 3 ярмарки. У 1784 році указом імператриці Катерини II Більовська фортеця перейменована в місто Костянтиноград, це ім'я було дано на честь онука імператриці Костянтина. Постать Костянтина Павловича Романова, як людини, яка заслуговує на глибоку повагу відкрилася саме тоді, коли він відмовився він царського престолу, задля одруження з коханою жінкою.
В 1770 році піхотні ландміліційські полки увійшли до складу армії, а сам Український корпус було скасовано. З 11-ти ланд міліційних полків чотири зберегли свої назви (33-й Єлецький, 34-й Севський, 70-й Рязький та 71-й Більовський), інші увійшли до складу інших полків. 71-й Більовський піхотний полк проіснував під своєю назвою до кінця існування Російської імперії.
У 1787 році імператриця Катерина ІІ, подорожуючи по Російській імперії, 8 червня спостерігала за маневрами військ на території Костянтиноградського повіту під командуванням Потьомкіна і Суворова. Ця Суворовська битва увійшла в історію як зразкова. 16 вересня 1817 року вона була повторена на цій самій території корпусом військ під командуванням генерала Саксена в присутності імператора Олександра I.
Внаслідок виходу Росії до Чорного моря розвиваються економічні і політичні зв'язки з Туреччиною й іншими країнами Півдня. Відомо, що у 1793 році через Костянтиноград проїжджало 50 возів турецького посольства. У 1796 році місто Костянтиноград переведено на стан позаштатного міста Малоросійської губернії.

## Архітектура фортеці
Фортеця земляна, прямокутна в плані, з чотирма бастіонами. У північній куртині розташований в'їзд до фортеці, південна посилена равеліном, спрямованим в бік річки Берестової. Пам'ятка середнього збереження: пошкоджені два північних бастіони і вал, частково зберігся рів, що оточував фортецю. Оборонний вал лінії примикав до двох вершин бастіонів. Від Бєльовської фортеці вал і рів тягнулися в бік дев'ятої на лінії фортеці Іванівської та одинадцятої — Федорівскої (збереглася ділянка валу).

## Геральдика

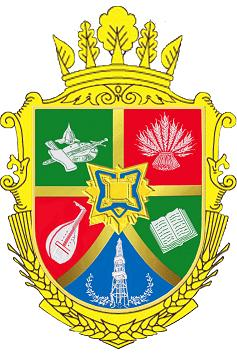
Герб Красноградського району

Бєльовська фортеця, є центральною фігурою гербу Берестинського району (але не міста Берестин), яка пов'язує п'ять частин з котрих складається герб району. На гербі фортеця має жовтий колір, а рів вказано синім (наповнений водою).

## Також
- Українська лінія